# Michaeliskirche (Bautzen)
Die Michaeliskirche (obersorbisch Michałska cyrkej) in Bautzen befindet sich nahe der Alten Wasserkunst auf dem Südwestbogen des Felsspornes über der Spree, auf dem die Bautzener Altstadt erbaut wurde. Der Platz zwischen der Kirche, der Wasserkunst sowie der Inneren und Äußeren Stadtmauer wird als Wendischer Kirchhof bezeichnet, da die Michaeliskirche seit dem 17. Jahrhundert vorwiegend den evangelischen Sorben des Bautzener Umlandes als Gotteshaus dient. 
Das Ensemble aus Wasserkunst und Michaeliskirche ist das Wahrzeichen der Stadt Bautzen. Stilisiert fand es Anwendung bei vielen städtischen Zeichen und Beschriftungen. Nach den berühmten Dresdener Bauwerken und Schloss Moritzburg ist es außerdem eines der am häufigsten verwendeten Motive für die touristische Werbung in Sachsen.

## Entstehung
Im Zuge der Hussitenkriege wurde Bautzen im Jahr 1429 von der Westseite her belagert. Diese Stelle stellte einen der schwächsten Punkte der Stadtbefestigung dar, da vor der ursprünglich verlaufenden Stadtmauer (deren Reste heute noch erkennbar sind) sich ein Plateau, mithin der heutige Kirchplatz, befand, auf dem die Angreifer lagerten. Die Bewohner verteidigten ihre Stadt tapfer und als die Angriffe der Hussiten am stärksten waren, soll – so die Sage – der Erzengel Michael am Himmel erschienen sein, der sein Schwert schwang und den Bautzenern so half, die Angreifer abzuwehren. Zum Dank errichteten die Bürger an dieser Stelle später eine Kapelle und nannten sie „St. Michael“. Die Michaeliskapelle wurde erstmals 1473 erwähnt. Die Stadtmauer wurde später verlegt, so dass sie an die alte Wasserkunst angrenzte und das Plateau bzw. den Kirchplatz mit einschloss.

## Geschichte
Die genannte Kapelle bildet den Ostteil der Kirche, 1495 erbaute man an der Südseite den Turm und im Westen das Langhaus. Um 1520 waren das Gewölbe und das Dach vollendet. Seitdem nannte man das Gotteshaus „Michaeliskirche“. Nach der Reformation und dem Einzug des Protestantismus in der Oberlausitz wurden in der Kirche 99 Jahre lang keine Gottesdienste mehr abgehalten. Erst im Sommer 1619 wurde auch der evangelische Gottesdienst auf Sorbisch im Königreich Böhmen, zu dem Bautzen damals gehörte, erlaubt. So richtete der Bautzener Stadtrat die Michaeliskirche als Pfarrkirche der protestantischen Sorben ein und im September 1619 wurde erstmals wieder ein Gottesdienst abgehalten. Bis 1836, also über 200 Jahre, war die Pfarrgemeinde rein sorbisch. Ab diesem Jahr wurden nach und nach auch deutsche Gottesdienste eingeführt, zunächst einmal monatlich, später öfter. Heute findet der sorbische Gottesdienst noch einmal im Monat statt.
Beim ersten großen Stadtbrand von 1634 wurde die Kirche nur leicht beschädigt, das Dach brannte aus. Doch obwohl in der Kirche etwa 5 Tonnen Pulver lagerten, ging dieses nicht in Feuer auf. Als eines der wenigen erhaltenen Gebäude überstand die Michaeliskirche den Stadtbrand und diente zwischenzeitlich als Gotteshaus für die Petri-Gemeinde, da der Petridom zerstört war.
Im Inneren der Kirche befinden sich der 1693 von Stöckel und Kanderbach gefertigte Altar sowie die im Herbst 1784 geweihte Orgel. Beim Umbau 1892 wurden die Emporen erbaut, die Südfenster verbaut und Treppenhäuser an der Außenseite angelegt. Im Zuge der Umgestaltung wurden auch eine neue Eule-Orgel und drei neue Kirchenglocken eingebaut.
Im 19. und Anfang des 20. Jahrhunderts bestand außerdem eine eigene Michaelisschule, die im Eigentum der Gemeinde stand. Die Michaeliskirche verfügte aus Platzmangel über keinen angeschlossenen Friedhof, da der Wendische Kirchhof als Teil einer wichtigen Verkehrsverbindung vom Spreetal hinauf zum Inneren Lauentor und in die Altstadt fungierte. 
Zum Ende des Zweiten Weltkrieges während der Schlacht um Bautzen brannte die Turmhaube aus, eine Glocke von 1929 blieb jedoch erhalten und konnte als einzige in der ganzen Stadt Neujahr 1946 einläuten. 
Bei Renovierungsarbeiten von 1964 bis 1976, die aus einem Kirchenbauprogramm in der DDR finanziert wurden, wurden die meisten Umbauten von 1892 rückgängig gemacht, die Anbauten entfernt und die Fenster wieder freigelegt, 1976 wiederum durch die Firma Eule eine neue Orgel eingebaut. 1992 erhielt die Kirche ein neues Geläut, seit 2005 ist eine Fassadensanierung im Gange.
Die EKD stellte dafür zwischen 1973 und 1975 die Summe von 208.000 D-Mark bereit, damit über ein Kirchenbauprogramm in der DDR dieselbe Summe in DDR-Mark für Sanierungs-Bauleistungen dieses Sakralbaus verfügbar war.

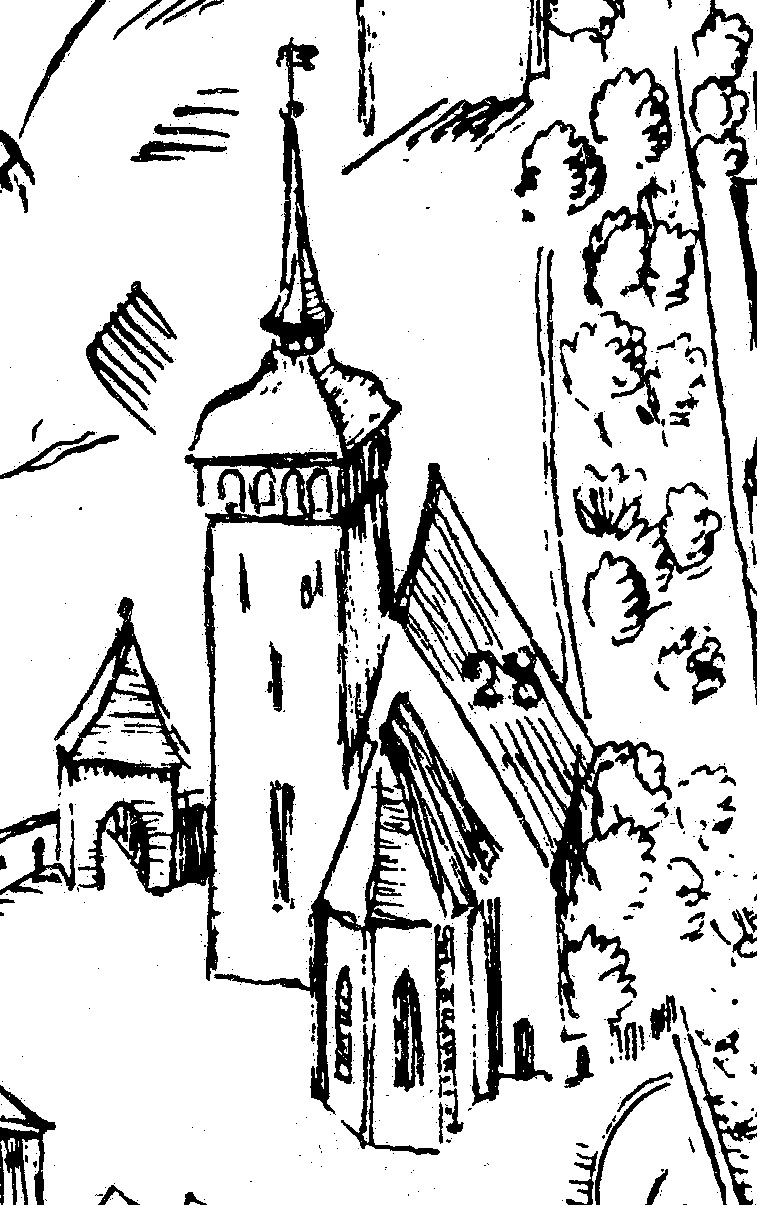
Darstellung im Schreiberplan (um 1700)
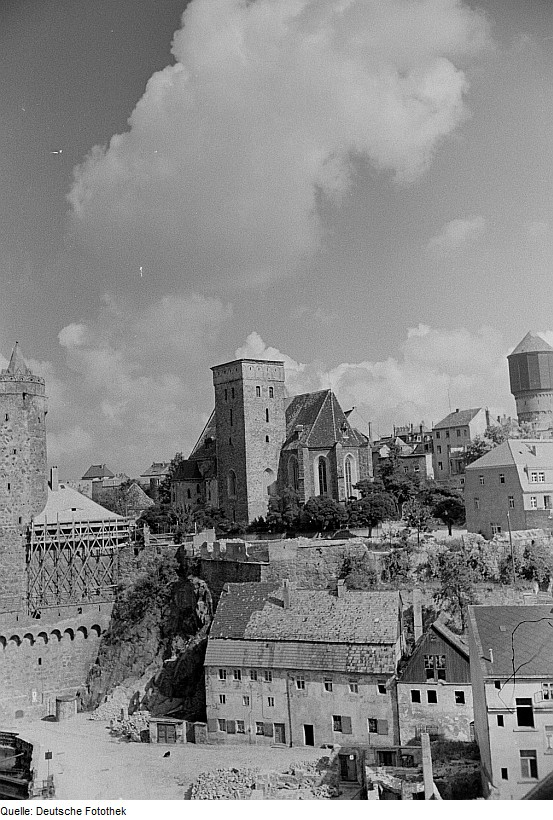
Die Michaeliskirche nach dem Zweiten Weltkrieg (1950)
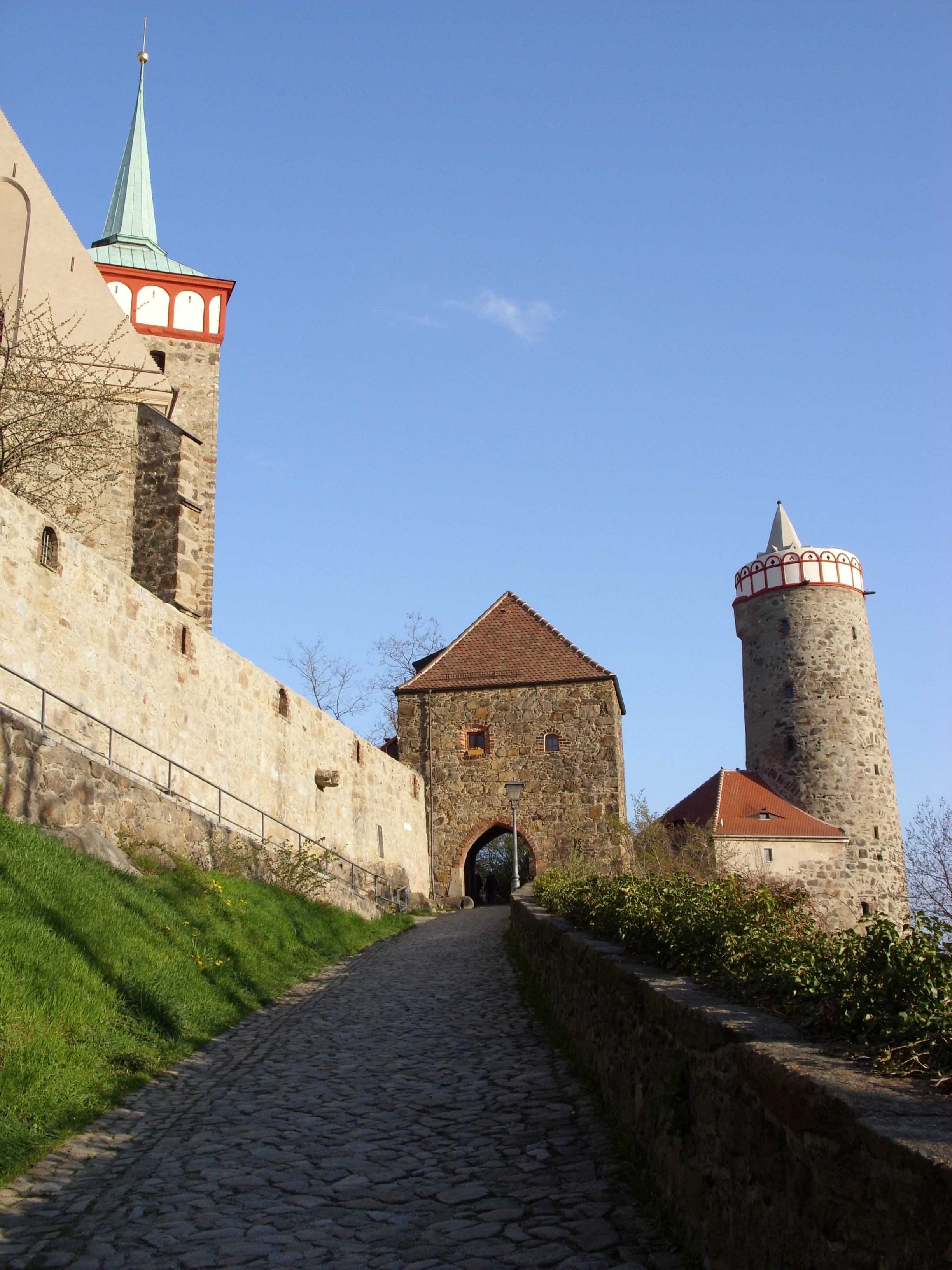
Blick vom Eselsberg auf Michaeliskirche, Mühltor und Alte Wasserkunst (2008)